# Dania na Mistrzostwach Świata w Lekkoatletyce 2011
Dania na Mistrzostwach Świata w Lekkoatletyce 2011 była reprezentowana przez 6 zawodników.

## Wyniki reprezentantów Danii

### Mężczyźni

#### Konkurencje biegowe
| Konkurencja | Zawodnik         | Eliminacje | Eliminacje | Półfinał     | Półfinał | Finał    | Finał   |
| Konkurencja | Zawodnik         | Rezultat   | Pozycja    | Rezultat     | Pozycja  | Rezultat | Pozycja |
| ----------- | ---------------- | ---------- | ---------- | ------------ | -------- | -------- | ------- |
| 800 m       | Andreas Bube     | 1:46,64    | 14. Q      | 1:45,48 (PB) | 9.       |          |         |
| Maraton     | Jesper Faurschou |            |            |              |          | 2:21:15  | 34.     |

#### Konkurencje techniczne
| Konkurencja    | Zawodnik        | Eliminacje | Eliminacje | Finał    | Finał   |
| Konkurencja    | Zawodnik        | Rezultat   | Pozycja    | Rezultat | Pozycja |
| -------------- | --------------- | ---------- | ---------- | -------- | ------- |
| Trójskok       | Anders Møller   | 16,14 m    | 22.        |          |         |
| Pchnięcie kulą | Kim Christensen | 19,74 m    | 17.        |          |         |

### Kobiety

#### Konkurencje biegowe
| Konkurencja                | Zawodnik            | Eliminacje | Eliminacje | Półfinał | Półfinał | Finał    | Finał   |
| Konkurencja                | Zawodnik            | Rezultat   | Pozycja    | Rezultat | Pozycja  | Rezultat | Pozycja |
| -------------------------- | ------------------- | ---------- | ---------- | -------- | -------- | -------- | ------- |
| Bieg na 400 m przez płotki | Sara Slott Petersen | 56,32 (NR) | 22. q      | 56,49    | 18.      |          |         |

#### Konkurencje techniczne
| Konkurencja   | Zawodnik            | Eliminacje | Eliminacje | Finał    | Finał   |
| Konkurencja   | Zawodnik            | Rezultat   | Pozycja    | Rezultat | Pozycja |
| ------------- | ------------------- | ---------- | ---------- | -------- | ------- |
| Skok o tyczce | Caroline Bonde Holm | 4,25 m     | 25.        |          |         |